# Бандура
Бандура је украјински жичани инструмент, сличан лаути. To је трзачки инструмент из породице харфи и гусала.
Користи се углавном као пратећи инструмент. Свирач на бандури не притиска жице на врату инструмента, већ, слично као на харфи, трзајем прста на руци, производи звук.

## Опис
Бандура се састоји од тела, врата и жица. Тело инструмента је овално, сачињено од дрвета, најчешће букве, трешње, јавора или црвене врбе. Врат је кратак и причвршћен је за резонантну кутију која се налази у централном делу тела инструмента, а обично се прави од смрче. Бандура има од 32 до 55 жица. Свака жица производи само један звук. Жице које су басови, развучене су од врха инструмента, преко врата, до подножја тела. Таквих жица има 8 до 14. Дуж бочне стране звучне кутије је развучено између 24 и 43 жица. Жице су челичне, али се басови облажу бакром, месингом или бронзом. До 20. века за штимовање жица су коришћени дрвени клинови, али су они замењени металним завртњима због веће стабилности тона.
Бандура је величине 109 центиметара × 51 центиметара.
Свира се тако што се тело инструмента држи на крилу у готово вертикалном положају паралелно са телом свирача. Главна мелодија се свира десном руком, а пратња левом.

## Историја
Најстарији приказ инструмента попут бандуре у Украјини је фреска судских музичара из 11. века, у катедрали св. Софије у Кијеву. Овај инструмент је вероватно претеча бандуре и кобзе.
Око 16. века је број жица на бандури повећан. Од тада се бандура свира тако што једна жица одговара једној ноти.
Током 17. и 18. века бандура је била веома популарна у Запорошком Сичу, међу обичним људима и код аристократије.
Крајем 18. века је већ постојала бандура као украјински музички инструмент са више жица а називи кобза и бандура су синоними.
У 20. веку долази до значајног техничког побољшања инструмента. За веће ансамбле, дизајниране су бандуре различитих опсега – прима (пиколо), алт, бас и контрабас. Почело је изучавање бандуре у музичким школама.
Данас постоје различити типови бандура, а разликују по начину израде, конструкције, начину свирања и звуку.

## Познати бандуристи
- Гнат Хоткевич (1878–1938)
- Китастиј Григориј Трохимович (1907–1984)
- Људмила Посикира (1952)
- Оксана Герасименко (1959)
- Виктор Мишалов (1960)

## Галерија
- Различите врсте бандуре
- Бандуриста